# Старац Рашко
Старац Рашко као и Старац Милија је из Колашина. Спада у ред Вукових певача од којих је Вук Стефановић Караџић бележио епске народне песме. Од Рашка је Вук забележио песму Зидање Скадра, где се опева прича о жртвованој невести развијена је на основи древне народне легенде, а завршава се типичним фолклорним чудом: мајчино млеко као првобитна храна живота не престаје тећи ни после њене смрти.
За разлику од других певача, он је пре свега песник пропасти српског царства. О томе се говори у више песама забележеним од њега, међу којима се лепотом издвајају: Урош и Мрњавчевићи, Зидање Раванице и Маргита дјевојка и Рајко војвода. У многим песмама испољио је склоност према легендама и чудима. Рашко је и сам стварао песме, па је од њега и песма Бој на Делиграду.